# Xaumian (Crimea)
|  | Per a altres significats, vegeu «Xaumian». |

Xaumian (en (ucraïnès): Шаумян) és un poble de la República Autònoma de Crimea a Ucraïna, que el 2014 tenia 17 habitants. Pertany al districte rural de Saki.